# Schulsternwarte

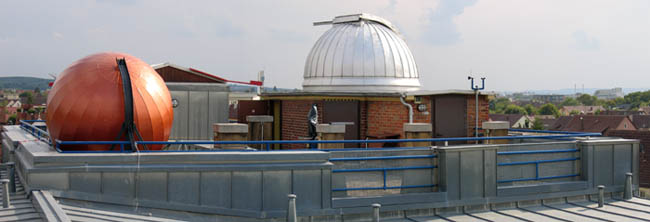
Robert-Mayer-Volks- und Schulsternwarte Heilbronn

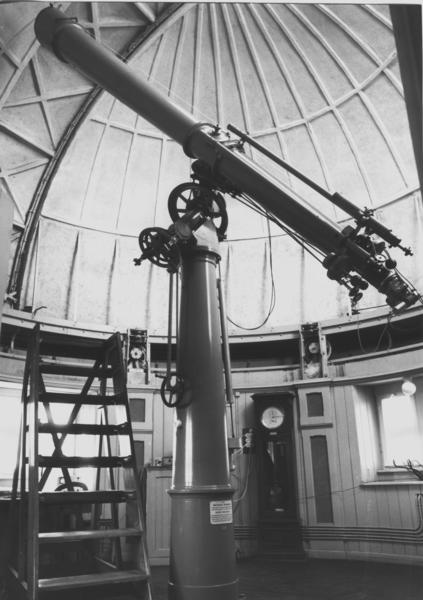
Der Sechs-Zoll-Refraktor von Steinheil der Sternwarte Karlsruhe, hier noch in der Kuppel der Landessternwarte auf dem Königstuhl

Als Schulsternwarte wird eine Sternwarte bezeichnet, die direkt auf einem Schulgebäude oder im Schulgelände bzw. Schulgarten errichtet wurde. Manche Schulsternwarten liegen auch etwa außerhalb des Schulgeländes, um eine bessere Beobachtungsposition für den Sternenhimmel zu bekommen.
Schulsternwarten dienen zur Vertiefung des naturwissenschaftlichen oder technischen Unterrichts. Heute werden jedoch viele dieser Sternwarten nicht mehr von einem Lehrer betreut, sondern von einem lokalen Astroverein – und dann auch als Volkssternwarte betrieben.
Viele gut ausgestattete Schulsternwarten finden sich auf dem Gebiet der ehemaligen DDR. Im Bildungssystem in der DDR gab es an den Polytechnische Oberschulen  in der 10. Klasse den Astronomieunterricht. Einige dieser Schulen kooperierten mit russischen Partnern auf dem Gebiet der Weltraumforschung.
Zu den bedeutendsten dieser Observatorien zählen
- die Schulsternwarte „Johannes Franz“ in Bautzen (ehemals DDR), die 1958 bis 1982 auch an sowjetischen Programmen zur Satellitenbeobachtung beteiligt war (siehe auch Moonwatch);
- die Robert-Mayer-Volks- und Schulsternwarte Heilbronn, die mit drei großen Spiegelteleskopen, einem Coudé-Refraktor, speziellen Sonnenfernrohren und Theodoliten ausgestattet ist und auch einen historischen Hohlglobus besitzt;
- Einen beeindruckenden Rundblick auf die Grazer Altstadt und den Schlossberg bietet die Kepler-Schulsternwarte. Auch hat die steirische Hauptstadt eine erstaunlich gute Luftqualität.
- Ein großes historisches Teleskop zur Planetenbeobachtung besitzt die ehemalige Schulsternwarte Karlsruhe, einen Steinheil-Refraktor von 6 Zoll aus der Landessternwarte Heidelberg.